# Justyna Kulczycka
Justyna Kulczycka (ur. 12 stycznia 1949 w Warszawie) – polska aktorka filmowa, telewizyjna oraz teatralna. W 1975 ukończyła studia na Wydziale Aktorskim PWSFTviT w Łodzi.
Po ukończeniu szkoły średniej Justyna Kulczycka przez rok pracowała jako urzędniczka w PKO. Następnie podjęła studia polonistyczne na Uniwersytecie Warszawskim. Od 1983 jest aktorką Teatru Nowego w Warszawie.
Występuje w powieści radiowej W Jezioranach.

## Wybrana filmografia
- Pensjonat pod Różą jako Grażyna Wierzewska (2004–2006)
- Na dobre i na złe jako sędzia (1999–2007)
- Gry uliczne jako Anna (1996)
- Nadzór jako Justyna (1983)
- Indeks. Życie i twórczość Józefa M. jako Daria (1977)